# Nusser Island
Nusser Island ist eine Insel vor der Graham-Küste des Grahamlands auf der Antarktischen Halbinsel. Im Archipel der Biscoe-Inseln liegt sie 2,5 km nördlich der Insel Laktionov Island vor der Ostseite der Renaud-Insel.
Die Insel ist erstmals auf einer argentinischen Landkarte aus dem Jahr 1957 verzeichnet. Das UK Antarctic Place-Names Committee benannte sie 1959 nach dem österreichischen Meteorologen Franz Nusser (1902–1987), dessen Schwerpunkt die Meereisforschung war.